# Échelle 00

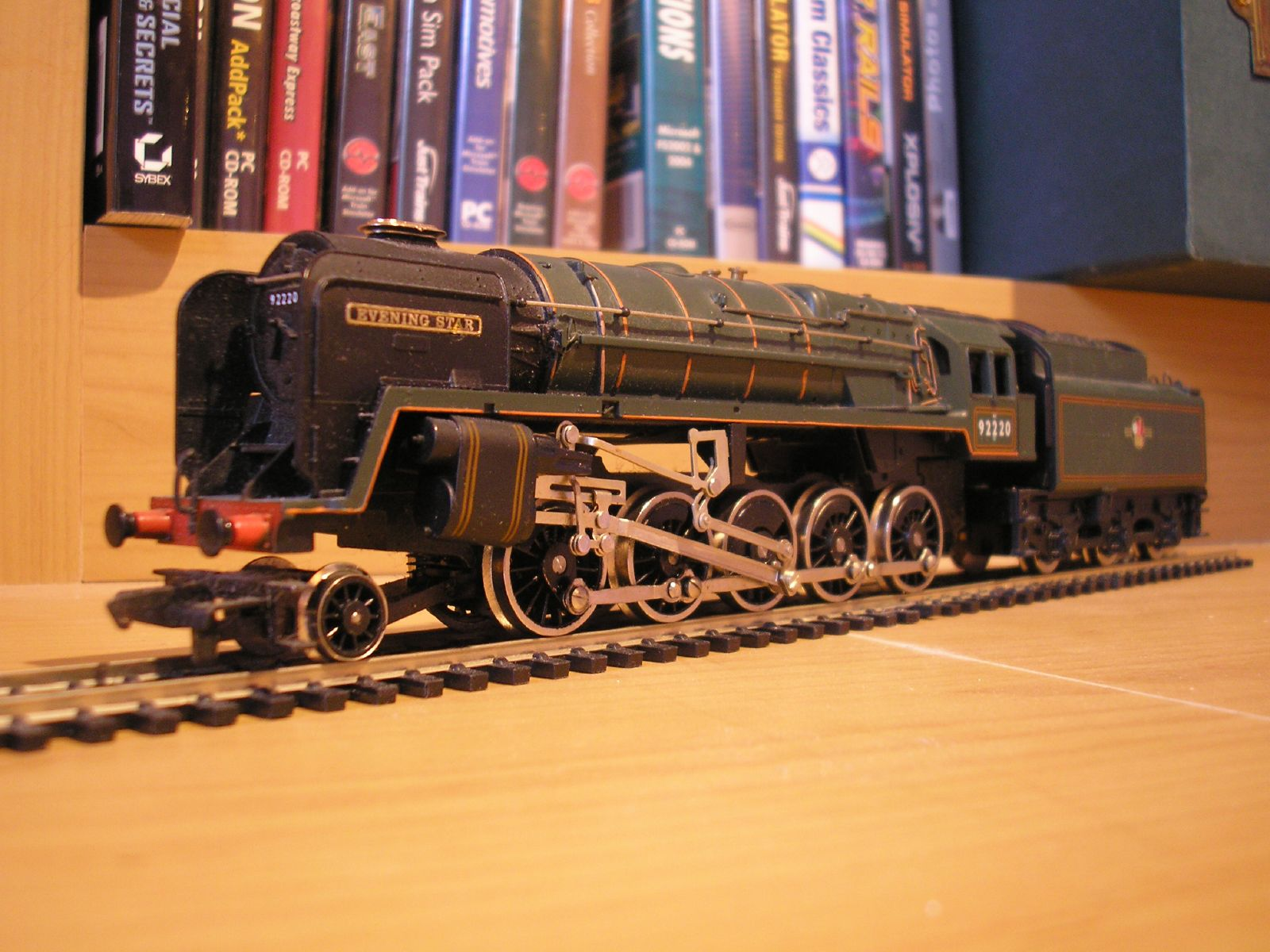
Locomotive BR Standard Class 9F à l'échelle 00.

Cet article court présente un sujet plus développé dans : Échelle H0.
L'échelle 00 (Double-Zéro en français ; Doublo en anglais) ou 4 mm scale est une échelle utilisée en modélisme ferroviaire essentiellement britannique, le 1:76.
Cette échelle est très proche historiquement et physiquement de l'échelle H0 (1:87), qui est majoritaire dans le monde.

## Écartements
| Voie               | Description   | Écartement modélisme | Écartement                  |                                                          |
| ------------------ | ------------- | -------------------- | --------------------------- | -------------------------------------------------------- |
| ProtofourScalefour | Voie normale  | 18,83 mm             | 1435 mm (4 Pieds 8½ Pouces) |                                                          |
| EM                 | Voie normale  | 18,2 mm              | 1435 mm (4 Pieds 8½ Pouces) |                                                          |
| 00                 | Voie normale  | 16,5 mm              | 1435 mm (4 Pieds 8½ Pouces) | Écartement le plus courant pour évoquer la voie normale. |
| 00-12              | sud-africaine | 12 mm                | 01067 mm (3½ pieds)         |                                                          |
| 00n3               | Voie étroite  | 12 mm                | 0914 mm (3 pieds)           |                                                          |
| 00-9               | Voie étroite  | 09 mm                | 0762 mm (2½ pieds)          |                                                          |